# Grand Prix automobile des États-Unis 2012
GP précédent GP suivant
Le Grand Prix automobile des États-Unis 2012 (2012 Formula 1 United States Grand Prix), disputé le 18 novembre 2012 sur le circuit des Amériques, est la 877e épreuve du championnat du monde de Formule 1 courue depuis 1950. Il s'agit de la trente-septième édition du Grand Prix des États-Unis et de la dix-neuvième manche du championnat 2012.
Sur un circuit que tous les pilotes découvrent puisqu'il accueille la Formule 1 pour la première fois, Sebastian Vettel se montre particulièrement à l'aise, dominant les trois séances d'essais libres et les trois sessions qualificatives pour s'adjuger la pole position. Au cours du Grand Prix, faute d'avoir pu prendre assez d'avance sur ses poursuivants, il est néanmoins devancé par Lewis Hamilton qui s'offre une victoire pour son avant-dernière course chez McLaren. Fernando Alonso, seul pilote avec Vettel à pouvoir encore prétendre au titre mondial, profite de la pénalité volontaire de son équipier pour gagner une place sur la grille, remonte plusieurs positions en course et termine finalement troisième. Au classement du championnat du monde, il compte désormais 260 points, soit 13 de retard sur Vettel (273 points) : le titre de champion se jouera donc lors de la dernière course, au Brésil. À l'issue de la course, dix-huit des vingt-cinq pilotes en lice au championnat ont marqué au moins un point.
Chez les constructeurs, l'écurie Red Bull Racing (440 points) est sacrée championne du monde pour la troisième année consécutive : avec 77 points d'avance sur son premier poursuivant, Ferrari, l'écurie autrichienne ne peut plus être rejointe en tête du classement, la deuxième place pouvant encore revenir à Ferrari ou à McLaren. À la fin du Grand Prix, neuf des douze écuries engagées au championnat ont marqué des points, Caterham, Marussia et HRT n'en ayant toujours pas inscrit.

## Essais libres

### Première séance, vendredi de 9 h à 10 h 30
| Pos. | Pilote           | Voiture          | Chrono         | Écart     |
| ---- | ---------------- | ---------------- | -------------- | --------- |
| 1    | Sebastian Vettel | Red Bull-Renault | 1 min 38 s 125 |           |
| 2    | Lewis Hamilton   | McLaren-Mercedes | 1 min 39 s 543 | + 1 s 408 |
| 3    | Fernando Alonso  | Ferrari          | 1 min 40 s 337 | + 2 s 212 |
| 4    | Jenson Button    | McLaren-Mercedes | 1 min 40 s 528 | + 2 s 403 |
| 5    | Mark Webber      | Red Bull-Renault | 1 min 40 s 650 | + 2 s 525 |
| 6    | Felipe Massa     | Ferrari          | 1 min 40 s 966 | + 2 s 841 |

La température ambiante est de 12 °C au départ de la première séance d'essais libres du Grand Prix des États-Unis à Austin. Comme aucun pilote n'a jamais roulé sur ce circuit, ceux-ci vont avoir besoin de beaucoup temps de roulage pour apprendre le tracé. À cet effet, Pirelli a prévu de fournir un train de pneus durs supplémentaire pour la première journée. Si les pilotes s'élancent très vite en piste afin de boucler un premier tour d'installation derrière Kimi Räikkönen, il faut attendre plus de vingt minutes pour que Kamui Kobayashi fixe le temps de référence en 1 min 54 s 846. Mark Webber améliore en 1 min 48 s 182 quand Nico Hülkenberg semble particulièrement en difficulté et part rapidement en tête-à-queue (il en effectuera plusieurs autres durant la séance),,,.
Kobayashi améliore en 1 min 45 s 866 mais Webber reprend la tête en deux temps (1 min 44 s 839 puis 1 min 43 s 672). Lewis Hamilton tourne ensuite en 1 min 42 s 603, cède un temps sa place à Fernando Alonso (1 min 41 s 365) puis repasse en tête à la faveur de deux tours bouclés en 1 min 40 s 918 puis 1 min 40 s 175 alors qu'il reste encore une demi-heure avant le drapeau à damier,,,.
En fin de séance, si Hamilton améliore encore son meilleur temps à trois reprises (1 min 40 s 116, 1 min 39 s 687 et finalement 1 min 39 s 670), Sebastian Vettel réalise, dans les derniers instants de la séance, le meilleur tour en 1 min 38 s 692, puis améliore en 1 min 38 s 125 sous le drapeau à damier,,,.
- Ma Qing Hua, pilote essayeur chez HRT, a remplacé Narain Karthikeyan lors de cette séance d'essais.

### Deuxième séance, vendredi de 13 h à 14 h 30
| Pos. | Pilote           | Voiture          | Chrono         | Écart     |
| ---- | ---------------- | ---------------- | -------------- | --------- |
| 1    | Sebastian Vettel | Red Bull-Renault | 1 min 37 s 718 |           |
| 2    | Mark Webber      | Red Bull-Renault | 1 min 38 s 475 | + 0 s 757 |
| 3    | Fernando Alonso  | Ferrari          | 1 min 38 s 483 | + 0 s 765 |
| 4    | Lewis Hamilton   | McLaren-Mercedes | 1 min 38 s 748 | + 1 s 030 |
| 5    | Jenson Button    | McLaren-Mercedes | 1 min 38 s 786 | + 1 s 068 |
| 6    | Felipe Massa     | Ferrari          | 1 min 39 s 029 | + 1 s 311 |

La température ambiante est de 21 °C au départ de la deuxième séance d'essais libres. Les pilotes s'élancent très vite en piste sur un circuit encore très glissant mais dont la piste s'améliore peu à peu grâce au balayage de la poussière par le passage des monoplaces et par le dépôt progressif de gomme pneumatique. Sergio Pérez établit le premier temps de référence en 1 min 43 s 418,,,.
Sebastian Vettel, qui a laissé son plus proche rival à plus d'une seconde lors de la séance précédente, tourne en 1 min 40 s 790. Lewis Hamilton améliore en 1 min 40 s 744 avant d'être relayé en tête par Mark Webber (1 min 40 s 743), Jenson Button (1 min 40 s 678), Fernando Alonso (1 min 40 s 431) et Nico Rosberg en deux temps (1 min 40 s 096 puis 1 min 39 s 842),,,.
Mark Webber repasse ensuite en tête avec deux tours bouclés en 1 min 39 s 485 et 1 min 39 s 277, cède un temps sa position à Felipe Massa (1 min 39 s 106 et 1 min 39 s 061), avant de tourner en 1 min 38 s 958 puis 1 min 38 s 475. Alors qu'il reste encore quarante minutes dans la séance, certains pilotes montent en piste avec leurs pneus tendres. Pendant ce temps, Vettel est à l'arrêt dans son stand à cause d'un problème de pression d'eau. Une fois sa monoplace réparée, le pilote allemand, lui aussi en pneus tendres, se replace en tête du classement en 1 min 37 s 718. S'il reste encore vingt minutes dans cette séance, personne ne parvient à battre son temps,,,.
Jean-Éric Vergne et Heikki Kovalainen se sont légèrement touchés, sans autre conséquence qu'une casse de l'aileron avant sur la Toro Rosso et une crevaison au pneu arrière droit sur la Caterham. Pastor Maldonado termine la session au ralenti, victime d'un ennui de moteur,,,.

### Troisième séance, samedi de 9 h à 10 h
| Pos. | Pilote           | Voiture          | Chrono         | Écart     |
| ---- | ---------------- | ---------------- | -------------- | --------- |
| 1    | Sebastian Vettel | Red Bull-Renault | 1 min 36 s 470 |           |
| 2    | Lewis Hamilton   | McLaren-Mercedes | 1 min 36 s 748 | + 0 s 258 |
| 3    | Pastor Maldonado | Williams-Renault | 1 min 37 s 001 | + 0 s 511 |
| 4    | Fernando Alonso  | Ferrari          | 1 min 37 s 180 | + 0 s 690 |
| 5    | Nico Rosberg     | Mercedes         | 1 min 37 s 247 | + 0 s 757 |
| 6    | Felipe Massa     | Ferrari          | 1 min 37 s 262 | + 0 s 772 |

La température ambiante est de 13 °C et la piste est à 15 °C au départ de la dernière séance d'essais libres du Grand Prix, ce qui contrarie fortement les équipes qui éprouvent du mal à faire chauffer leurs pneumatiques, d'autant que Pirelli a décidé de fournir pour cette course les mélanges les plus durs de sa gamme. Les pilotes s'élancent rapidement en piste pour boucler un premier tour d'installation et Jean-Éric Vergne fixe le premier temps de référence en 1 min 43 s 593,,,.
Nico Rosberg (1 min 43 s 300) et son coéquipier Michael Schumacher (1 min 42 s 396) occupent un temps la tête mais Vergne, en 1 min 41 s 546, reprend son bien peu après. Rosberg améliore en 1 min 40 s 745 puis Schumacher fait encore mieux, en deux temps : 1 min 40 s 580 puis 1 min 39 s 483. Rosberg repasse en tête (1 min 38 s 589 puis 1 min 38 s 221) mais doit finalement s'incliner devant Jenson Button (1 min 37 s 973, 1 min 37 s 659 puis 1 min 37 s 538). Ce dernier devance Rosberg et Kamui Kobayashi lorsque Lewis Hamilton, en 1 min 37 s 492, prend la tête de la session,,,.
À la mi-séance, Vergne s'immobilise en bord de piste et provoque la sortie des drapeaux jaunes, le temps que les commissaires de piste évacuent sa monoplace : tous les autres pilotes décident alors de rentrer au stand pour attendre de meilleures conditions. À un quart d'heure de la fin de session, ils remontent en piste avec leurs pneumatiques les plus tendres car la température est montée à 17 °C. Ainsi chaussé, Sebastian Vettel prend la tête du classement avec un tour bouclé en 1 min 36 s 490. Hamilton est deuxième à plus de deux dixièmes de seconde. Romain Grosjean rencontre un problème de boîte de vitesses sur sa Lotus E20 et voit sa séance écourtée, le temps que ses mécaniciens tentent de réparer la monoplace,,,.
Sergio Pérez et Charles Pic se sont légèrement accrochés dans le virage no 7 lorsque le Français a fermé la porte à son rival qui pensait qu'il allait lui laisser le bénéfice de la trajectoire la plus propre : le seul dégât à déplorer est une casse de l'aileron avant de la Sauber C31. Réprimandé pour la seconde fois du week-end après avoir gêné Timo Glock la veille, et déjà averti pour avoir gêné Bruno Senna à Abou Dabi, Pérez est désormais sous le coup d'une pénalité sur la grille de départ,,,.
À l'issue de la séance, les commissaires de la FIA décident de ne pas sanctionner Pérez après sa collision. En revanche, Romain Grosjean est pénalisé de cinq places de recul sur la grille de départ en raison d'un changement de boîte de vitesses après ses ennuis lors de la dernière séance d'essais libres,,,.

## Séance de qualifications

### Résultats des qualifications

#### Session Q1
La température ambiante est de 21 °C et celle de la piste de 31 °C au départ de la séance qualificative du Grand Prix des États-Unis. Les monoplaces de l'écurie HRT Formula One Team, qui éprouve le plus grand mal à faire monter ses pneumatiques en température, sont les premières voitures à s'élancer mais sont rapidement suivies par l'ensemble des concurrents qui rencontrent le même problème, toutefois à un degré moindre,,,.
Kimi Räikkönen réalise le temps de référence en 1 min 41 s 058 mais est vite relayé en tête du classement par son coéquipier Romain Grosjean (seul pilote avec Paul di Resta à entamer la séance avec ses pneus les plus tendres) qui tourne en 1 min 39 s 078 et 1 min 37 s 865, puis par Bruno Senna (1 min 37 s 850). Grosjean reprend ensuite le commandement en 1 min 37 s 486 avant de céder face à Sebastian Vettel qui tourne en 1 min 37 s 165. Nico Rosberg chausse in extremis ses pneus tendres pour éviter l'élimination,,,. 
Les sept pilotes éliminés sont Narain Karthikeyan (victime d'une panne technique durant la séance) et son coéquipier Pedro de la Rosa, Charles Pic et son coéquipier Timo Glock, Vitaly Petrov et son coéquipier Heikki Kovalainen et Daniel Ricciardo,,,.

#### Session Q2
Les pilotes remontent en piste dès son ouverture et les pneus les plus tendres sont privilégiés même s'ils ne montent pas en température aussi vite que les pneus durs. Kimi Räikkönen prend le commandement à la faveur de deux tours lancés bouclés en 1 min 37 s 672 et 1 min 37 s 457,,,.
Treize minutes plus tard, Lewis Hamilton améliore en 1 min 36 s 795 mais doit céder en toute fin de session face à Sebastian Vettel, auteur de deux tours en 1 min 35 s 971 puis 1 min 35 s 796. Jenson Button rejoint alors son stand au ralenti en annonçant qu'il n'arrive plus à accélérer à cause d'un débattement limité de sa pédale d'accélérateur,,,.
Les sept pilotes éliminés sont donc Button, Paul di Resta, Nico Rosberg, Sergio Pérez et son coéquipier Kamui Kobayashi, Jean-Éric Vergne et Bruno Senna,,,.

#### Session Q3
Romain Grosjean, qui perdra cinq places sur la grille de départ après avoir fait changer sa boîte de vitesses, réalise le premier temps chronométré en 1 min 37 s 227 mais est vite relayé en tête par Mark Webber (1 min 36 s 845) puis par Lewis Hamilton (1 min 36 s 209),,,. 
Sebastian Vettel, en tête lors de toutes les sessions d'essais et lors des deux premières parties de la qualification, s'assure la pole position en deux temps grâce à des temps au tour de 1 min 35 s 877 puis 1 min 35 s 657,,,.
Lewis Hamilton termine deuxième alors que Fernando Alonso, seul rival de l'Allemand pour le titre mondial, termine seulement neuvième, derrière son coéquipier Felipe Massa, septième,,,.

#### Déclassement de Felipe Massa
À quelques heures du départ du Grand Prix des États-Unis, la Scuderia Ferrari envisage de procéder au changement la boîte de vitesses de Felipe Massa. Ainsi, le Brésilien prendrait cinq places de pénalité sur la grille de départ et, grâce à cette manœuvre, passerait à la onzième place sur la grille de départ tandis que son coéquipier Fernando Alonso, unique rival en lice contre Sebastian Vettel pour le gain de championnat du monde, remonterait de la huitième à la septième position. L'Espagnol gagnerait ainsi une place tandis que les deux monoplaces Ferrari, initialement placées du côté sale de la piste pour le départ, se retrouveraient du côté propre. Felipe Massa reconnaît d'ailleurs : « Ce matin, j'ai fait un départ sur la gauche de la piste et j'étais plus lent que sur une piste mouillée. »,,.
Ferrari décide finalement de ne pas procéder au changement de la boîte de vitesses de Massa mais se contente de briser le scellé apposé par la FIA sur la boîte de vitesses, ce qui suffit à imposer une sanction de cinq places de pénalité. La Scuderia Ferrari profite ainsi d'une sanction réglementaire pour manœuvrer tactiquement et repositionner ses deux monoplaces sur la grille de départ,.

### Grille de départ
| Pos.                                                                                      | Pilote                  | Écurie               | Qualifications 1 | Qualifications 2 | Qualifications 3 |
| ----------------------------------------------------------------------------------------- | ----------------------- | -------------------- | ---------------- | ---------------- | ---------------- |
| 1                                                                                         | Sebastian Vettel SREC   | Red Bull-Renault     | 1 min 36 s 558   | 1 min 35 s 796   | 1 min 35 s 657   |
| 2                                                                                         | Lewis Hamilton SREC     | McLaren-Mercedes     | 1 min 37 s 058   | 1 min 36 s 795   | 1 min 35 s 766   |
| 3                                                                                         | Mark Webber SREC        | Red Bull-Renault     | 1 min 37 s 215   | 1 min 36 s 298   | 1 min 36 s 174   |
| 4                                                                                         | Romain Grosjean SREC    | Lotus-Renault        | 1 min 37 s 486   | 1 min 36 s 906   | 1 min 36 s 587   |
| 5                                                                                         | Kimi Räikkönen SREC     | Lotus-Renault        | 1 min 38 s 051   | 1 min 37 s 404   | 1 min 36 s 708   |
| 6                                                                                         | Michael Schumacher SREC | Mercedes             | 1 min 37 s 927   | 1 min 37 s 102   | 1 min 36 s 794   |
| 7                                                                                         | Felipe Massa SREC       | Ferrari              | 1 min 37 s 667   | 1 min 36 s 549   | 1 min 36 s 937   |
| 8                                                                                         | Nico Hülkenberg SREC    | Force India-Mercedes | 1 min 37 s 756   | 1 min 37 s 066   | 1 min 37 s 141   |
| 9                                                                                         | Fernando Alonso SREC    | Ferrari              | 1 min 37 s 968   | 1 min 37 s 123   | 1 min 37 s 300   |
| 10                                                                                        | Pastor Maldonado SREC   | Williams-Renault     | 1 min 37 s 537   | 1 min 37 s 011   | 1 min 37 s 842   |
| 11                                                                                        | Bruno Senna SREC        | Williams-Renault     | 1 min 37 s 520   | 1 min 37 s 604   |                  |
| 12                                                                                        | Jenson Button SREC      | McLaren-Mercedes     | 1 min 37 s 565   | 1 min 37 s 616   |                  |
| 13                                                                                        | Paul di Resta SREC      | Force India-Mercedes | 1 min 38 s 104   | 1 min 37 s 665   |                  |
| 14                                                                                        | Jean-Éric Vergne SREC   | Toro Rosso-Ferrari   | 1 min 38 s 434   | 1 min 37 s 879   |                  |
| 15                                                                                        | Sergio Pérez SREC       | Sauber-Ferrari       | 1 min 38 s 500   | 1 min 38 s 206   |                  |
| 16                                                                                        | Kamui Kobayashi SREC    | Sauber-Ferrari       | 1 min 38 s 418   | 1 min 38 s 437   |                  |
| 17                                                                                        | Nico Rosberg SREC       | Mercedes             | 1 min 38 s 862   | 1 min 38 s 501   |                  |
| 18                                                                                        | Daniel Ricciardo SREC   | Toro Rosso-Ferrari   | 1 min 39 s 114   |                  |                  |
| 19                                                                                        | Timo Glock              | Marussia-Cosworth    | 1 min 40 s 056   |                  |                  |
| 20                                                                                        | Charles Pic             | Marussia-Cosworth    | 1 min 40 s 664   |                  |                  |
| 21                                                                                        | Vitaly Petrov SREC      | Caterham-Renault     | 1 min 40 s 809   |                  |                  |
| 22                                                                                        | Heikki Kovalainen SREC  | Caterham-Renault     | 1 min 41 s 166   |                  |                  |
| 23                                                                                        | Pedro de la Rosa        | HRT-Cosworth         | 1 min 42 s 011   |                  |                  |
| 24                                                                                        | Narain Karthikeyan      | HRT-Cosworth         | 1 min 42 s 740   |                  |                  |
| Temps minimal à réaliser pour la qualification : 1 min 43 s 317 (107 % de 1 min 36 s 588) |                         |                      |                  |                  |                  |

- Romain Grosjean, auteur du quatrième temps des qualifications, reçoit une pénalité de cinq places pour avoir changé de boîte de vitesses. Il s'élance de la neuvième position sur la grille de départ[17],[18],[19],[20].
- Felipe Massa, auteur du sixième temps des qualifications, reçoit une pénalité de cinq places après le bris d'un scellé officiel apposé par la FIA sur sa boîte de vitesses. Il s'élance de la onzième position sur la grille de départ[32],[33].

## Course

### Déroulement de l'épreuve

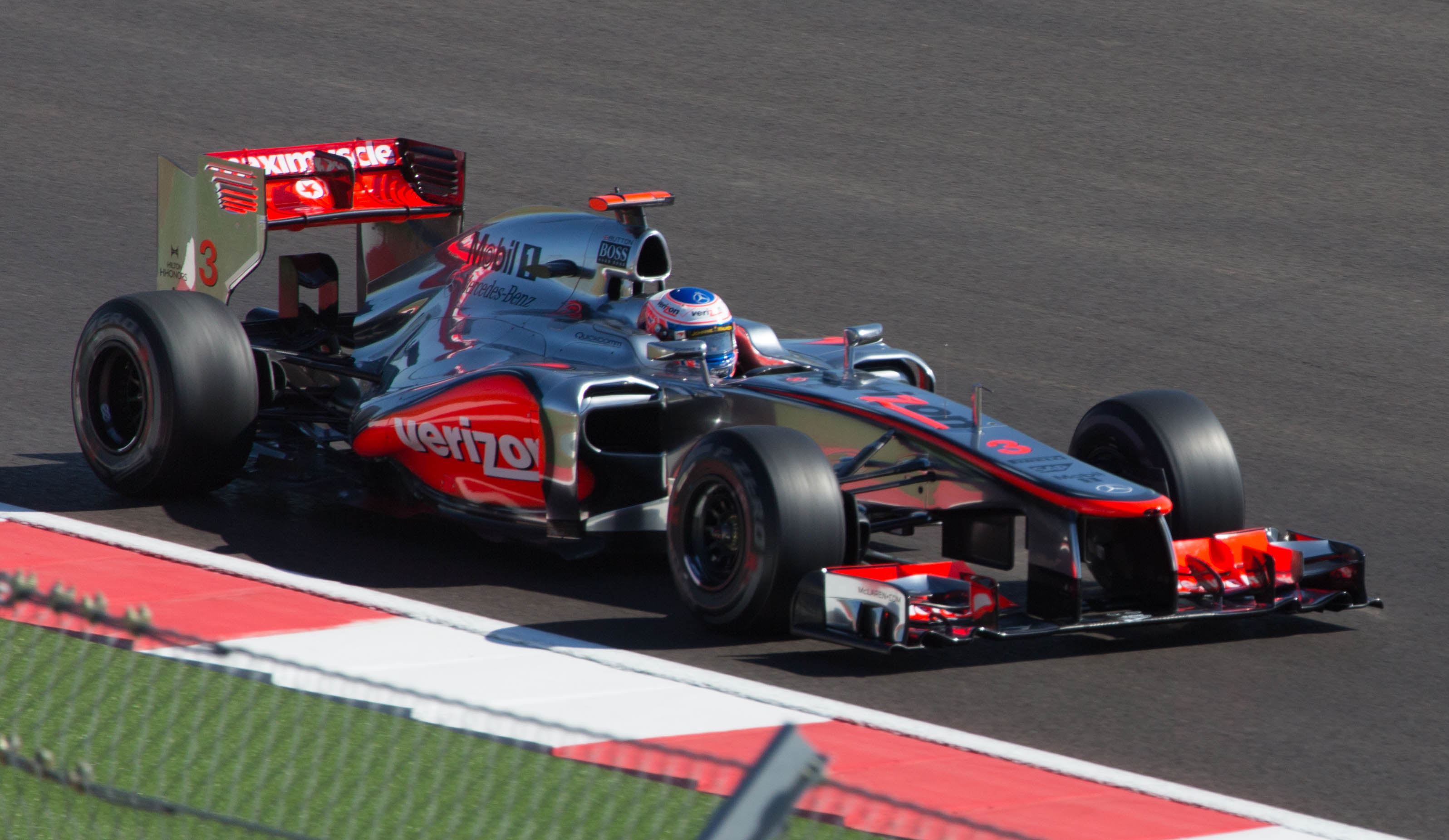
Jenson Button au Grand Prix automobile des États-Unis 2012.

La température ambiante est de 24 °C et la piste est à 31 °C au départ du Grand Prix. Sebastian Vettel part depuis la pole position alors que Fernando Alonso, son unique rival pour le titre mondial, est à la septième place sur la grille. À l'extinction des feux, Vettel prend un départ parfait et s'engouffre en tête dans le premier virage devant Mark Webber, Lewis Hamilton et Alonso qui a dépassé plusieurs concurrents. Au premier passage sur la ligne de chronométrage, Vettel devance Webber, Hamilton, Alonso, Michael Schumacher, Nico Hülkenberg, Kimi Räikkönen, Romain Grosjean, Paul di Resta, Felipe Massa, Sergio Pérez, Bruno Senna, Pastor Maldonado, Nico Rosberg et Jenson Button,,,. 
Schumacher perd rapidement pied en se faisant dépasser par Hülkenberg et Grosjean tandis que Lewis Hamilton harcèle Mark Webber pour le gain de la deuxième place jusqu'à le doubler dans le troisième tour. Au quatrième passage sur la ligne, Vettel précède Hamilton (à 2 secondes et demie), Webber (à 3 s), Alonso (à 6 s) ; suivent Hülkenberg, Grosjean, Räikkönen, di Resta, Schumacher et Massa. À l'avant, Vettel et Hamilton tournent dans les mêmes temps quand Webber, Alonso et les pilotes qui les suivent perdent progressivement des secondes. Quelques instants plus tard, Grosjean part à la faute et remonte en piste à la dixième place. Il se fait ensuite dépasser par Pérez et Senna,,,.
En tête de la course, Hamilton revient peu à peu sur Vettel : au septième passage, l'écart n'est plus que de 2 secondes entre les deux pilotes, et tombe à 1 s 6 deux tours plus tard. Grosjean rentre au stand au neuvième tour pour changer ses pneus alors que Schumacher intimide très fortement Button pour l'empêcher de le doubler. Au douzième passage, Vettel a toujours moins de deux secondes d'avance sur Hamilton ; Webber suit à 7 s et Alonso à 22 s. Ils précèdent Hülkenberg, Räikkönen, Massa, di Resta, Pérez et Senna. Quelques secondes plus tard, Räikkönen double Hülkenberg : il est le pilote le plus rapide en piste,,,.
Kamui Kobayashi change ses pneus au treizième tour et Schumacher au tour suivant alors qu'en tête l'écart Vettel-Hamilton est inférieur à la seconde. Au quinzième tour, Jean-Éric Vergne abandonne à cause d'une suspension avant détruite. Une boucle plus tard, Mark Webber tombe en panne de SREC puis abandonne peu après à cause d'un récurrent problème d'alternateur. Hülkenberg change ses pneus au dix-septième tour tandis que Vettel accroît son avantage sur Hamilton à plus de trois secondes. Hamilton et Alonso s'arrêtent pour changer de pneus au vingtième tour et Alonso perd beaucoup de temps. Vettel, di Resta et Maldonado s'arrêtent au tour suivant, Pérez au vingt-deuxième, Räikkönen au vingt-quatrième (pour lui aussi, l'arrêt est très long). Au trente-et-unième passage, Vettel devance Hamilton de 2 secondes, Button de 24 s, Alonso de 29 s et Räikkönen de 38 s ; suivent Massa, Grosjean, Rosberg, Hülkenberg et Senna. Seuls Button et Rosberg n'ont pas encore changé leurs pneus,,,.
Au trente-troisième passage, Hamilton est revenu à 1 s 2 de Vettel et va bientôt pouvoir utiliser son aileron arrière mobile. Au tour suivant, l'écart tombe à 6 dixièmes de seconde. Rosberg et Button effectuent alors leur unique changement de pneus et Alonso récupère la troisième place : le titre mondial n'est donc toujours pas acquis à Vettel. Felipe Massa attaque Räikkönen et le passe dans le trente-neuvième tour. Hamilton prend enfin l'avantage sur Vettel dans le quarante-deuxième tour. Au passage suivant sur la ligne, Hamilton possède 1 s 3 d'avance sur Vettel, 31 s sur Alonso, 42 s sur Massa, 48 s sur Räikkönen, 49 s sur Button et 50 s sur Grosjean ; suivent Hülkenberg, Senna et Maldonado,,,.
Hamilton ne parvient pourtant pas à s'échapper alors que, plus loin dans le classement, les deux pilotes Williams menacent la huitième place d'Hülkenberg. À cinq tours du terme, Maldonado passe son coéquipier Senna de manière très autoritaire. Lewis Hamilton résiste jusqu'au drapeau à damier et remporte la victoire, devant Sebastian Vettel et Fernando Alonso ; suivent pour les points Massa, Button, Räikkönen, Grosjean, Hülkenberg, Maldonado et Senna,,,.

### Classement de la course
| Pos. | no | Pilote                  | Écurie               | Tours | Temps/Abandon                      | Grille | Points |
| ---- | -- | ----------------------- | -------------------- | ----- | ---------------------------------- | ------ | ------ |
| 1    | 4  | Lewis Hamilton SREC     | McLaren-Mercedes     | 56    | 1 h 35 min 55 s 269 (192,912 km/h) | 2      | 25     |
| 2    | 1  | Sebastian Vettel SREC   | Red Bull-Renault     | 56    | + 0 s 675                          | 1      | 18     |
| 3    | 5  | Fernando Alonso SREC    | Ferrari              | 56    | + 39 s 229                         | 7      | 15     |
| 4    | 6  | Felipe Massa SREC       | Ferrari              | 56    | + 46 s 013                         | 11     | 12     |
| 5    | 3  | Jenson Button SREC      | McLaren-Mercedes     | 56    | + 56 s 432                         | 12     | 10     |
| 6    | 9  | Kimi Räikkönen SREC     | Lotus-Renault        | 56    | + 1 min 04 s 425                   | 4      | 8      |
| 7    | 10 | Romain Grosjean SREC    | Lotus-Renault        | 56    | + 1 min 10 s 313                   | 8      | 6      |
| 8    | 12 | Nico Hülkenberg SREC    | Force India-Mercedes | 56    | + 1 min 13 s 792                   | 6      | 4      |
| 9    | 18 | Pastor Maldonado SREC   | Williams-Renault     | 56    | + 1 min 14 s 525                   | 9      | 2      |
| 10   | 19 | Bruno Senna SREC        | Williams-Renault     | 56    | + 1 min 15 s 133                   | 10     | 1      |
| 11   | 15 | Sergio Pérez SREC       | Sauber-Ferrari       | 56    | + 1 min 24 s 341                   | 15     |        |
| 12   | 16 | Daniel Ricciardo SREC   | Toro Rosso-Ferrari   | 56    | + 1 min 24 s 871                   | 18     |        |
| 13   | 8  | Nico Rosberg SREC       | Mercedes             | 56    | + 1 min 25 s 510                   | 17     |        |
| 14   | 14 | Kamui Kobayashi SREC    | Sauber-Ferrari       | 55    | + 1 tour                           | 16     |        |
| 15   | 11 | Paul di Resta SREC      | Force India-Mercedes | 55    | + 1 tour                           | 13     |        |
| 16   | 7  | Michael Schumacher SREC | Mercedes             | 55    | + 1 tour                           | 5      |        |
| 17   | 21 | Vitaly Petrov SREC      | Caterham-Renault     | 55    | + 1 tour                           | 21     |        |
| 18   | 20 | Heikki Kovalainen SREC  | Caterham-Renault     | 55    | + 1 tour                           | 22     |        |
| 19   | 24 | Timo Glock              | Marussia-Cosworth    | 55    | + 1 tour                           | 19     |        |
| 20   | 25 | Charles Pic             | Marussia-Cosworth    | 54    | + 2 tours                          | 20     |        |
| 21   | 22 | Pedro de la Rosa        | HRT-Cosworth         | 54    | + 2 tours                          | 23     |        |
| 22   | 23 | Narain Karthikeyan      | HRT-Cosworth         | 54    | + 2 tours                          | 24     |        |
| Abd. | 2  | Mark Webber SREC        | Red Bull-Renault     | 16    | Alternateur                        | 3      |        |
| Abd. | 17 | Jean-Éric Vergne SREC   | Toro Rosso-Ferrari   | 14    | Suspension                         | 14     |        |

### Pole position et record du tour
Sebastian Vettel réalise la trente-sixième pole position de sa carrière, sa première aux États-Unis et sa sixième de la saison. Il réalise également le quinzième meilleur tour en course de sa carrière, son premier aux États-Unis et son sixième de la saison.
- Pole position :  Sebastian Vettel (Red Bull-Renault) en 1 min 35 s 657 (207,479 km/h)[42].
- Meilleur tour en course :  Sebastian Vettel (Red Bull-Renault) en 1 min 39 s 347 (199,773 km/h) au cinquante-sixième et dernier tour[43].

### Tours en tête
Dominateur des essais libres et qualificatifs, Sebastian Vettel fait honneur à sa pole position en convervant la tête dans le premier virage mais ne parvient pas à creuser l'écart sur Lewis Hamilton, qui ne pointe jamais à plus de deux secondes. Le pilote britannique finit d'ailleurs par se rapprocher à moins d'une seconde et dépasse Vettel grâce à son DRS. Il conserve ensuite sa position jusqu'à l'arrivée, remportant sa quatrième victoire de la saison.
- Sebastian Vettel : 41 tours (1-41).
- Lewis Hamilton : 15 tours (42-56).

## Classements généraux à l'issue de la course
| Pos. | Pilote             | Écurie               | Points |
| ---- | ------------------ | -------------------- | ------ |
| 1    | Sebastian Vettel   | Red Bull-Renault     | 273    |
| 2    | Fernando Alonso    | Ferrari              | 260    |
| 3    | Kimi Räikkönen     | Lotus-Renault        | 206    |
| 4    | Lewis Hamilton     | McLaren-Mercedes     | 190    |
| 5    | Mark Webber        | Red Bull-Renault     | 167    |
| 6    | Jenson Button      | McLaren-Mercedes     | 163    |
| 7    | Felipe Massa       | Ferrari              | 107    |
| 8    | Romain Grosjean    | Lotus-Renault        | 96     |
| 9    | Nico Rosberg       | Mercedes             | 93     |
| 10   | Sergio Pérez       | Sauber-Ferrari       | 66     |
| 11   | Kamui Kobayashi    | Sauber-Ferrari       | 58     |
| 12   | Nico Hülkenberg    | Force India-Mercedes | 53     |
| 13   | Paul di Resta      | Force India-Mercedes | 46     |
| 14   | Pastor Maldonado   | Williams-Renault     | 45     |
| 15   | Michael Schumacher | Mercedes             | 43     |
| 16   | Bruno Senna        | Williams-Renault     | 31     |
| 17   | Jean-Éric Vergne   | Toro Rosso-Ferrari   | 12     |
| 18   | Daniel Ricciardo   | Toro Rosso-Ferrari   | 10     |

| Pos.     | Écurie               | Points |
| -------- | -------------------- | ------ |
| Champion | Red Bull-Renault     | 440    |
| 2        | Ferrari              | 367    |
| 3        | McLaren-Mercedes     | 353    |
| 4        | Lotus-Renault        | 302    |
| 5        | Mercedes             | 136    |
| 6        | Sauber-Ferrari       | 124    |
| 7        | Force India-Mercedes | 99     |
| 8        | Williams-Renault     | 76     |
| 9        | Toro Rosso-Ferrari   | 22     |

## Statistiques
Le Grand Prix des États-Unis 2012 représente :
- le 100e Grand Prix de sa carrière pour Sebastian Vettel[47] ;
- la 36e pole position de sa carrière pour Sebastian Vettel[48] ;
- la 21e victoire de sa carrière pour Lewis Hamilton[49] ;
- la 181e victoire pour McLaren en tant que constructeur[50] ;
- la 95e victoire pour Mercedes en tant que motoriste[51] ;
- la 400e podium pour Renault en tant que motoriste[52] ;
- le 3e titre de champion du monde des constructeurs pour Red Bull Racing[53] ;

Au cours de ce Grand Prix :
- Michael Schumacher devient le pilote ayant parcouru le plus de kilomètres en course (80 902 km). Il bat le précédent record établi par Rubens Barrichello (80 607 km)[54].
- Emerson Fittipaldi (144 Grands Prix entre 1970 et 1980, 14 victoires, 6 pole positions, 6 meilleurs tours, 35 podiums, 281 points et champion du monde 1972 et 1974 ; champion CART 1989 ; vainqueur des 500 miles d'Indianapolis en 1989 et 1993) est nommé assistant des commissaires de course.